# Rebecca Short
Rebecca Short (* 1974 in Neuseeland) ist eine neuseeländische Bankmanagerin und seit 2021 als Mitglied im Vorstand der Deutschen Bank AG zuständig für den Konzernumbau.

## Leben
Rebecca Short studierte an der Universität von Otago in Dunedin, Neuseeland, und erwarb dort den Abschluss „Bachelor of Commerce with Honours“.
Sie begann 1998 ihre berufliche Laufbahn bei der Deutschen Bank in Auckland als Trainee und Analystin für Unternehmensanleihen. Ab 2000 übernahm sie verschiedene Tätigkeiten im Kreditrisikomanagement in London. Bis 2012 arbeitete sie in diesem Bereich und war zuletzt Leiterin der Abteilung für Unternehmenskunden in Europa. Von 2013 bis 2015 war sie in leitender Position der Konzernrevision tätig und wechselte anschließend in die Finanzabteilung als Leiterin für Finanzplanung und -steuerung. Ab 2018 gehörte sie zum Team von Christian Sewing, das die Strategie für die Sanierung der Bank ausarbeitete, mit der Sewing als neuer Vorstandschef antrat. Im Juli 2020 wurde sie in das Konzernleitungskomitee der Bank berufen (GMC). Short ist das erste Mitglied des Managements, das aus einem Infrastrukturbereich laut dem Handelsblatt „in das wichtigste Führungsgremium der Bank unterhalb des Vorstands“ einzog.
Im Mai 2021 stieg Short in den Vorstand der Deutschen Bank auf. Sie übernahm damit die bisherige Zuständigkeit von Fabrizio Campelli und ist im Vorstand für die Umsetzung der Transformation des Konzerns verantwortlich („Chief Transformation Officer“). Nach Christiana Riley ist sie die zweite Frau im zehnköpfigen Vorstand der Deutschen Bank.
Rebecca Short ist verheiratet und Mutter zweier Kinder.